# 海氏裸胸鱔
海氏裸胸鱔，又稱海氏裸胸鯙，為輻鰭魚綱鰻鱺目鯙亞目鯙科的其中一種，分布於印度西太平洋區，包括台灣、菲律賓、琉球群島及紅海等海域，棲息深度可達3公尺，體長可達25公分，為底棲性魚類，屬肉食性，生活習性不明。

## 擴展閱讀
維基物種上的相關：海氏裸胸鱔